# Вильдшпитце
Вильдшпитце (нем. Wildspitze, что означает "Дикая вершина"; 3768 м) — самая высокая гора в Эцтальских Альпах и Северного Тироля, расположена в горном массиве Вайскамм.

## География
С севера от Вильдшпитце находится ледник Ташахфернер (Taschachferner) и с юго-востока — ледник Рофенкарфернер (Rofenkarferner). Гора имеет две вершины — южную (3768 м) и северную (3765 м).

## Восхождения
Впервые Вильдшпитце была покорена в 1848 Леандером Клотцом (Leander Klotz). Восхождение нетрудное, но следует обращать внимание на ледниковые трещины.